# 维也纳精品连锁酒店

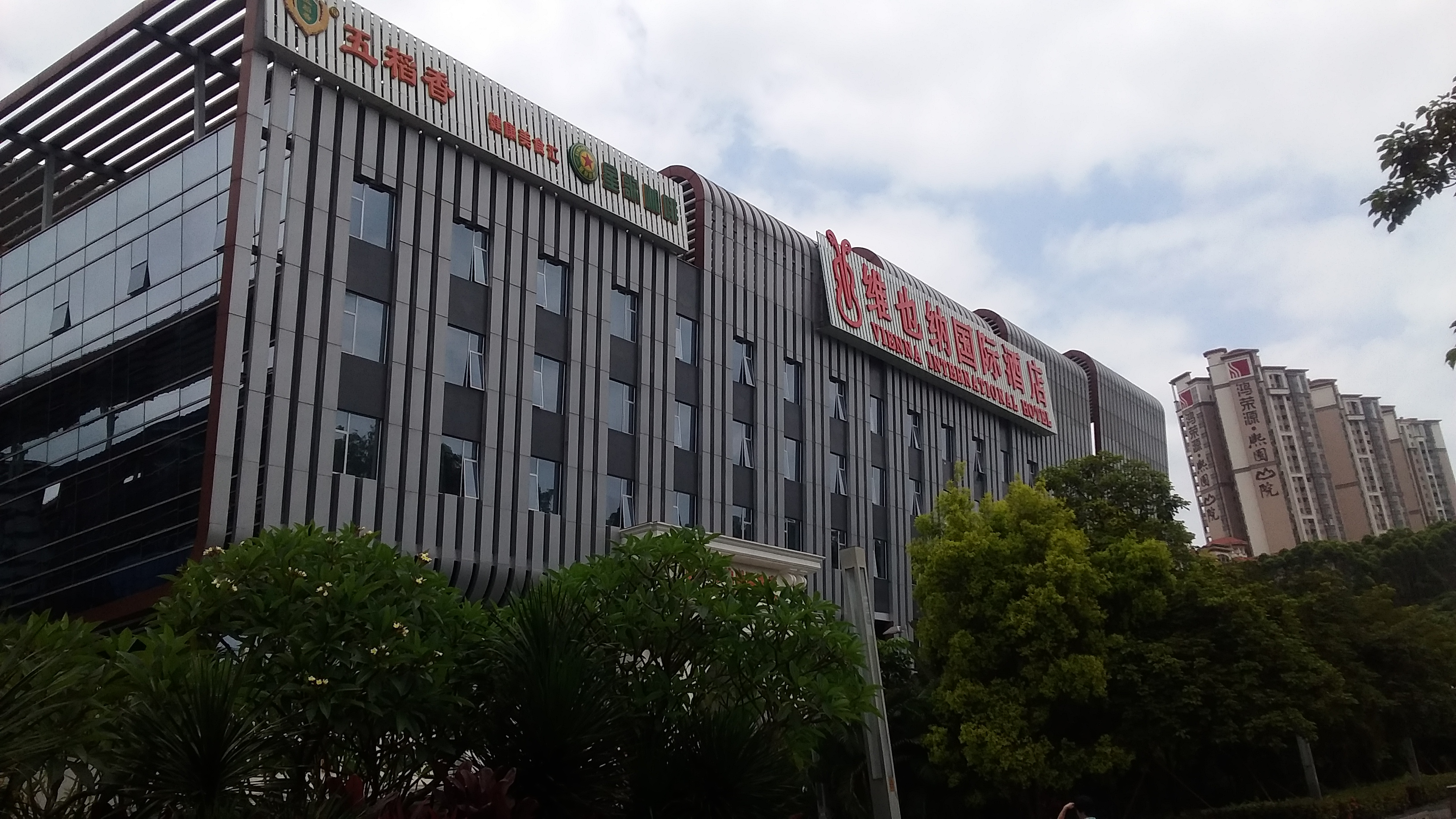
深圳北站维也纳国际酒店 - 维也纳精品连锁酒店总部

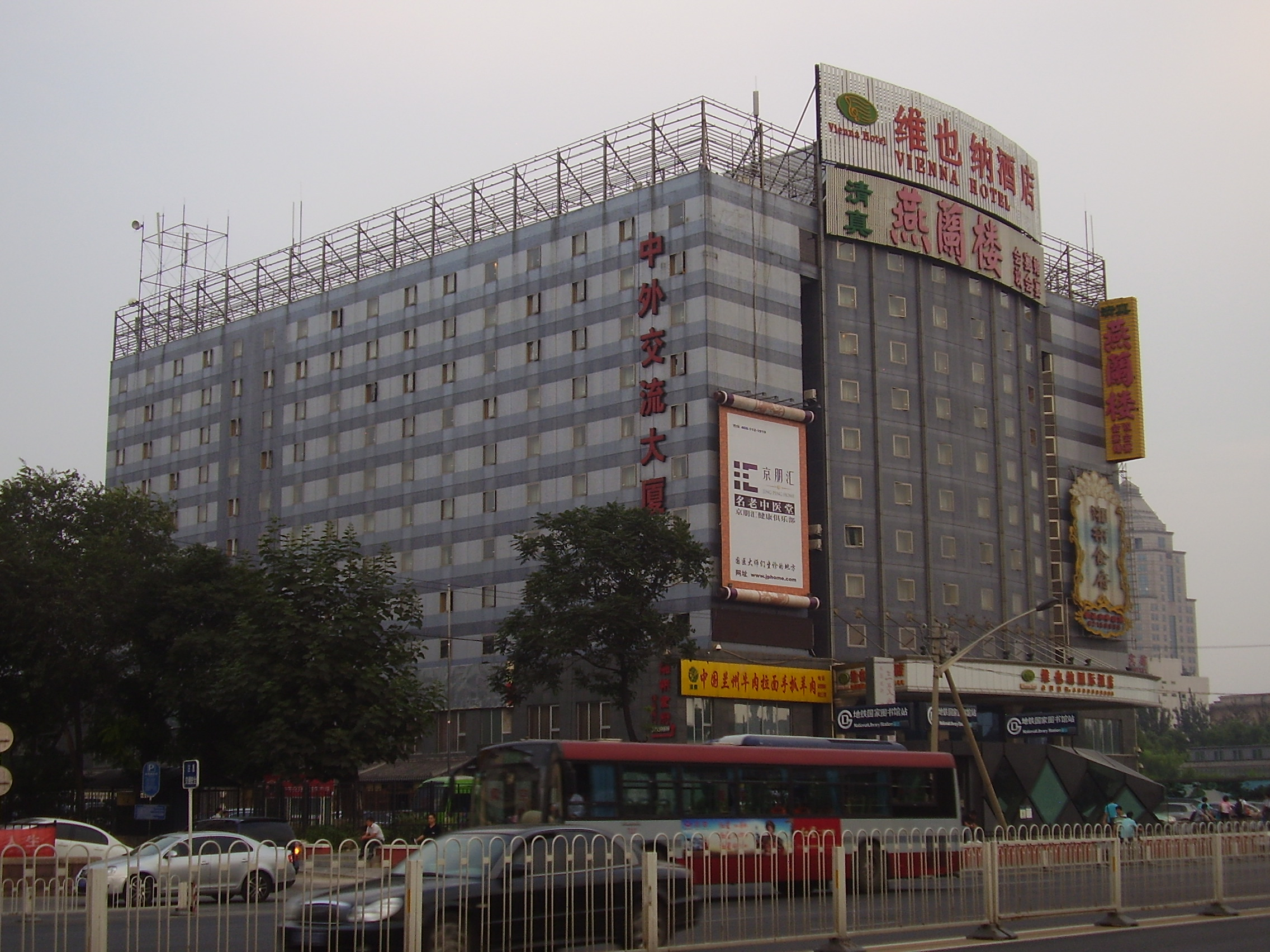
位於北京市海淀区的维也纳酒店北京首体店

维也纳酒店集团（英語：Vienna Hotel Group），或称维也纳酒店（Vienna Hotels），是一個中国連鎖品牌，由总部设在深圳市深圳北站的深圳市维也纳国际酒店管理有限公司經營。該集團是由現任集團主席黄德满于1993年在深圳市创立
，初創時总部设在深圳市福田区绿景花园。截至2016年，维也纳酒店在全国100个大中城市中拥有600多家營運及興建中的分店，拥有超过10万间客房，並以每年300家以上分店的速度擴展发展中。
维也纳酒店集团旗下拥有9個子品牌，分別是维纳斯皇家酒店、维纳斯度假村酒店、维也纳国际酒店、维也纳酒店、维也纳智好酒店、維也納3好酒店、维也纳好眠酒店、维也纳公寓和维也纳大健康酒店，各自擁有不同的品牌定位與服務等級。除此之外，該集團過去還經營過維納斯皇冠酒店和维纳斯国际酒店两个旧品牌。
2016年4月，锦江国际集团旗下锦江股份以17.488亿元人民币收购维也纳酒店80%股权。

## 事件
2019年6月，海南省民政厅发布《关于需清理整治不规范地名清单的公示》，《公示》涉及到海南省内设立的15間維也納连锁酒店，因被民政廳定性為「崇洋媚外」需要改名。对此维也纳酒店管理公司向海南省民政厅提出异议，认为「維也納酒店」已于2012年9月14日經國家工商行政管理總局商標局成功註冊为商标，涉事15間「維也納酒店」亦是已獲授權，且經營場所性也处在合法使用範圍。该公司工作人員又指，酒店的總部位於深圳，並非在境外注册的企业，在海南亦以加盟连锁模式經營，且在当地工商部門並非以「維也納酒店」的名稱註冊，故有所不當。6月19日，海南省民政厅召开发布会，副厅长石清理指出“商标不能延伸为地名标识”。